# Nelson Freire
Nelson Freire (* 18. Oktober 1944 in Boa Esperança im Bundesstaat Minas Gerais; † 1. November 2021 in Rio de Janeiro, Brasilien) war ein brasilianischer Pianist.

## Leben und Wirken
Nelson Freire erhielt im Alter von drei Jahren zunächst bei seiner Schwester Klavierunterricht und trat mit fünf Jahren mit Mozarts Klaviersonate A-Dur erstmals öffentlich auf. Es folgten Studien bei Lucia Branco und bei deren Assistentin Nise Obino in Rio de Janeiro. Als Zwölfjähriger erreichte er 1957 die Endrunde und den 7. Platz beim ersten Internationalen Klavierwettbewerb in Rio de Janeiro. Daraufhin erhielt er ein Staatsstipendium und setzte sein Studium bis 1959 bei Bruno Seidlhofer in Wien fort. Im Jahr 1964 wurde er in London mit der Dinu-Lipatti-Medaille und der Harriet Cohen Medaille ausgezeichnet und gewann den 1. Preis bei der Vianna da Motta International Music Competition in Lissabon.
Freire konzertierte weltweit mit bedeutenden Orchestern wie zum Beispiel den Berliner Philharmonikern, dem Gewandhausorchester, dem London Symphony Orchestra, dem Concertgebouw-Orchester, dem Orchestre de Paris, dem Philharmonischen Orchester Rotterdam, dem Israel Philharmonic Orchestra, den Sankt Petersburger Philharmonikern, dem Los Angeles Philharmonic, den New Yorker Philharmonikern, dem Boston Symphony Orchestra, dem Philadelphia Orchestra, dem Chicago Symphony Orchestra, dem Sinfonieorchester Montreal, dem Tokyo Symphony Orchestra sowie verschiedenen Rundfunk-Sinfonieorchestern.
Dabei arbeitete er mit Dirigenten zusammen wie Juri Aronowitsch, Pierre Boulez, Eleazar de Carvalho, Riccardo Chailly, Myung-Whun Chung, Colin Davis, Charles Dutoit, Rafael Frühbeck de Burgos, Waleri Gergijew, Eugen Jochum, Rudolf Kempe, Rafael Kubelik, Fabio Luisi, Lorin Maazel, Kurt Masur, Seiji Ozawa, Reinhard Peters, André Previn, Yuri Temirkanov, Heinz Wallberg und David Zinman. Er gastierte bei zahlreichen Musikfestivals, unter anderem bei den Salzburger Festspielen, beim Rheingau Musik Festival, beim Schleswig-Holstein Musik Festival, beim Verbier Festival, beim Montpellier Festival, beim Festival de Sintra und beim Internationalen Klavierfestival La Roque d’Anthéron. Auch spielte er mehrfach bei den BBC Proms.
Freire trat häufig mit Martha Argerich als Klavierduo auf und unternahm mit ihr gemeinsam Tourneen – zum Beispiel durch Japan, 2004 durch Brasilien und Argentinien und 2005 durch die Vereinigten Staaten. Im Jahr 2006 spielten sie beim Klavier-Festival Ruhr. 2009 erschien ihr gemeinsames Album „Salzburg“, eine Liveaufnahme von den Salzburger Festspielen, die 2010 auf der Bestenliste beim Preis der deutschen Schallplattenkritik stand. Im Jahr 2019 spielte er im Rahmen der Sommerkonzerte im Palast von Monaco das Klavierkonzert Nr. 4. von Ludwig van Beethoven zusammen mit dem Orchestre Philharmonique de Monte-Carlo unter der Leitung von Kazuki Yamada.
Freire erhielt zahlreiche Auszeichnungen sowie Preise für seine Tonaufnahmen und sein Lebenswerk.
Er starb mit 77 Jahren in Rio de Janeiro.

## Auszeichnungen (Auswahl)

### Musikpreise
- Edison Award für die CBS-Einspielung der 24 Préludes von Chopin[12]
- 2002: Auszeichnung als Soliste de l’Année 2002 bei den Victoires de la Musique[12]
- 2010: Diapason d’Or für Chopin: The Nocturnes[18]
- 2010: Vierteljahrespreis Bestenliste der Deutschen Schallplattenkritik für Salzburg (gemeinsam mit Martha Argerich)[15]
- 2011: Vierteljahrespreis Bestenliste der Deutschen Schallplattenkritik für Liszt: Harmonies du Soir[19]
- 2016: Echo Klassik für die CD Bach.[20]

Nominierungen für die Grammy Awards
- 2005: Kategorie: „Beste Soloperformance ohne Orchester“ für Chopin: Études, Op. 10, Barcarolle, Op. 60, Son. No.2[21]
- 2006: Kategorie: „Beste Soloperformance mit Orchester“ für Brahms: The Piano Concertos[21]
- 2010: Kategorie: „Beste Soloperformance ohne Orchester“ für Chopin: The Nocturnes[21]

### Orden
- 2007: Commandeur des Ordre des Arts et des Lettres[12]
- 2011: Ritter der Ehrenlegion[12]

## Diskografie (Auswahl)
- Liszt, Chopin. Die großen h-Moll-Sonaten op. 143, op. 58 (CBS; 1970)
- Chopin: The 24 Preludes (CBS; 1971)
- Liszt: Klavierkonzerte Nr. 1 & 2, Totentanz. Dresdner Philharmonie, Dirigent: Michel Plasson (Berlin Classics; 1995)
- Chopin: Piano Sonata No. 3, Ètudes op. 25 (Decca; 2002)
- Schumann, Grieg: Concertos pour Piano. Münchner Philharmoniker, Dirigent: Rudolf Kempe (Sony Classical; 2002)
- Schumann: Carnaval, Papillons, Kinderszenen, Arabeske (Decca; 2003)
- Brahms: The Piano Concertos. Gewandhausorchester, Leitung Riccardo Chailly (Decca; 2006)
- Salzburg. Martha Argerich, Nelson Freire. Werke von Brahms, Rachmaninow, Schubert, Ravel (Deutsche Grammophon; 2009)
- Debussy. Préludes Heft 1, Children’s Corner, Claire de lune, La plus que lente (Decca; 2009)
- Chopin: The Nocturnes (Decca; 2010)
- Liszt: Harmonies du Soir. U.a. Ungarische Rhapsodie Nr. 3, Années de Pèlerinage (Auszüge), 6 Consolations, Etüde Nr. 11 Harmonies du Soir (Decca; 2011)
- Brasileiro. Villa-Lobos & Friends (Decca; 2012)
- Radio Days. The Concerto Broadcasts 1968–1979. Klavierkonzerte von Tschaikowski, Rachmaninow, Prokofjew, Chopin, Liszt, Schumann. Verschiedene Orchester unter der Leitung von Reinhard Peters, Yuri Ahronovitch, Eleazar de Carvalho, Kurt Masur, Heinz Wallberg, David Zinman (Decca; 2014)[22]
- Beethoven. Klavierkonzert Nr. 5, Sonate op. 111. Gewandhausorchester, Leitung Riccardo Chailly (Decca; 2014)
- Chopin: Piano Concerto No. 2. Gürzenich-Orchester Köln, Dirigent: Lionel Bringuier (Decca; 2015)
- Nelson Freire: Bach. Partita Nr. 4 BWV 828, Englische Suite Nr. 3 BWV 808, Chromatische Fantasie und Fuge BWV 903 (Decca; 2016)